# Adam Granduciel
Adam Granofsky uměleckým jménem Adam Granduciel (* 15. února 1979 Dover, Massachusetts) je americký kytarista, zpěvák, skladatel a producent. Je frontmanem a hlavním skladatelem Indie rockové skupiny The War on Drugs, se kterou vydal 4 studiová alba. Je také zakládajícím členem skupiny Kurta Vileho The Violators.
Narodil se v massachusettském Doveru, v rodině s židovskými kořeny. Navštěvoval latinskoamerickou školu v Roxbury, kde ho slovní hříčka učitele francouzštiny inspirovala k jeho uměleckému jménu. Je absolventem Dickinson College, kde studoval malbu a fotografii.
Od srpna 2014 byl ve vztahu s herečkou Krysten Ritter. V únoru 2019 Krysten Ritter zveřejnila informaci o svém těhotenství. Jejich syn Bruce Julian Knight Granofsky se narodil 29. července 2019.

## Diskografie

### The War on Drugs
Studiová alba
- Wagonwheel Blues (2008)
- Slave Ambient (2011)
- Lost in the Dream (2014)
- A Deeper Understanding (2017)
- I Don’t Live Here Anymore (2021)

EP:
- Barrel of Batteries (2007)
- Future Weather (2010)

### Kurt Vile
Studiová alba
- Constant Hitmaker (2008)
- God Is Saying This to You... (2009)
- Childish Prodigy (2009)
- Smoke Ring for My Halo (2011)

EP:
- The Hunchback EP (2009)
- Square Shells (2010)
- So Outta Reach (2011)

### The Capitol Years
- Dance Away the Terror (2006)

### Jako producent
- Water on Mars - Purling Hiss (2013)